# Orodesma apicina
Orodesma apicina là một loài bướm đêm trong họ Erebidae.